# Hinckange
Hinckange é uma comuna francesa na região administrativa de Grande Leste, no departamento de Mosela. Estende-se por uma área de 6,07 km². Em 2010 a comuna tinha 339 habitantes (densidade: 55,8 hab./km²).